# Cruzilha
La cruzilha ("petite croix", en portugais) est l'un des balões (techniques de projection) incorporés à la Capoeira Regional par Mestre Bimba et est utilisée pour contrer l'armada, la queixada ou un crochet comme le galopante. La cruzilha est très proche de la banda de costas mais se différencie par le fait qu'on projette l'adversaire au lieu de le faucher.
Ce mouvement consiste à anticiper le coup en allant dans le dos de l'adversaire quand celui-ci entame la rotation, puis de placer le bassin sous le sien en gardant un bras devant sa gorge ou son torse et, en redressant les jambes, on le fait basculer par-dessus la hanche pour le renverser.